# Pantydia metaspila
Pantydia metaspila är en fjärilsart som beskrevs av Walker 1857. Pantydia metaspila ingår i släktet Pantydia och familjen nattflyn. Inga underarter finns listade i Catalogue of Life.